# Evangelion: Death and Rebirth
Evangelion: Death and Rebirth (新世紀エヴァンゲリオン 劇場版 DEATH & REBIRTH シト新生 Shin seiki Evangerion Gekijō-ban: Shi to Shinsei) er en animeret film baseret på anime-serien Neon Genesis Evangelion. Filmen består af de to dele Death, som er en sammenklipning af tv-seriens episode 1-24 tilføjet nogle nye supplementerende scener, og Rebirth, som består af de første 27 minutter af End of Evangelion.